# Coccoidea
Кокци́ды, кокцидовые, червецы́ и щито́вки (лат. Coccoidea) — надсемейство насекомых из отряда полужесткокрылых (Hemiptera).
Содержит около 3000 известных науке видов. Все представители питаются растительными соками и поэтому считаются, по мнению людей, вредителями. Типичным примером вредительского поведения является буковый войлочник (Cryptococcus fagisuga). В то же время червецы с древних времён имеют для человека большое экономическое значение, так как из них добывается ярко-красный краситель кармин.

## Описание

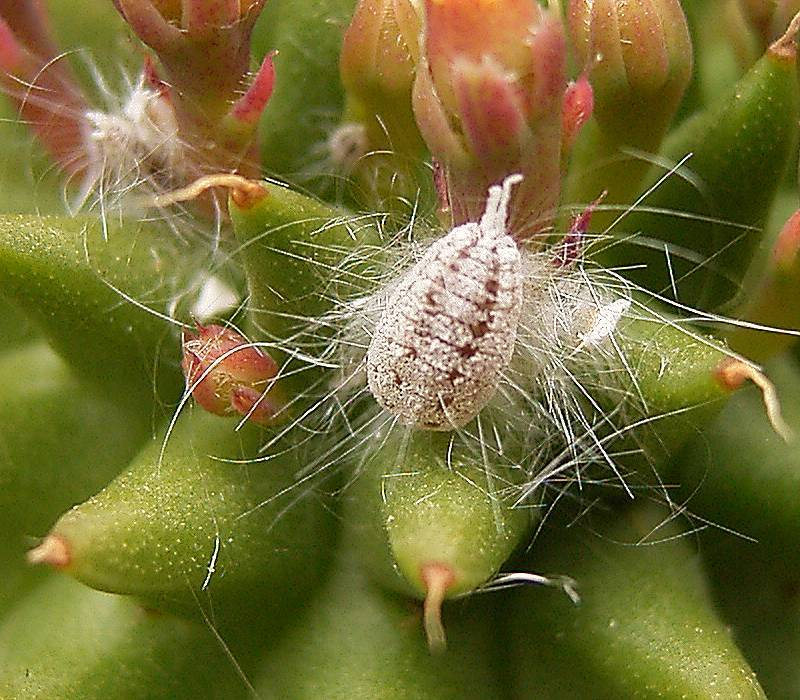
Представитель семейства мучнистых червецов (Pseudococcidae)

Величина этих насекомых составляет, как правило, от 0,8 до 6 мм, а самый крупный вид, Aspidoproxus maximus, может достигать 38 мм.
Считается самой специализированной группой в отряде. Характерен резкий половой диморфизм. Самцы червецов, как правило, имеют крылья, задние из которых скручены в трубочки и превращены в жужжальца. Ротовой аппарат у самцов отсутствует, так что они не питаются и живут от нескольких часов до одного дня. Самки живут, как правило, в крупных колониях на разных частях растений. Их тело имеет форму щита и заключено в панцирь, у многих видов самки неспособны передвигаться и в течение большей части жизни живут, присосавшись к растению. Сегментация тела у них частично утрачена, ноги, если они есть, имеют на лапках всего по одному коготку. Усики могут претерпевать редукцию и быть сведены лишь к одночлениковому бугорку. Ротовой аппарат самки и личинок сдвинут назад и расположен между первой парой ног; его колющие щетинки длинные, образуют петлю и нередко длиннее тела. Длинный хоботок предназначен для пронизывания поверхности растения.
Нередко самки червецов покрыты воскоподобным секретом, образующим защитный покров тела или яйцевого мешка насекомого. Представители семейства мучнистых червецов (Pseudococcidae) покрыты порошкообразным налётом, напоминающим муку; виды тропического семейства лаковых червецов (Kerriidae) обильно выделяют лак, также играющий защитную роль.
У большинства семейств кокцид на теле сохраняется всего две пары дыхалец, расположенных на груди.
В летний период результатом жизнедеятельности червецов является большое количество пади.
Известны следующие хромосомные числа Coccoidea — от 4 до 192 (у мучнистых червецов Pseudococcidae — от 2n=8 до 2n=64; у ложнощитовок Coccidae — от 2n=10 до 2n=36).

## Размножение

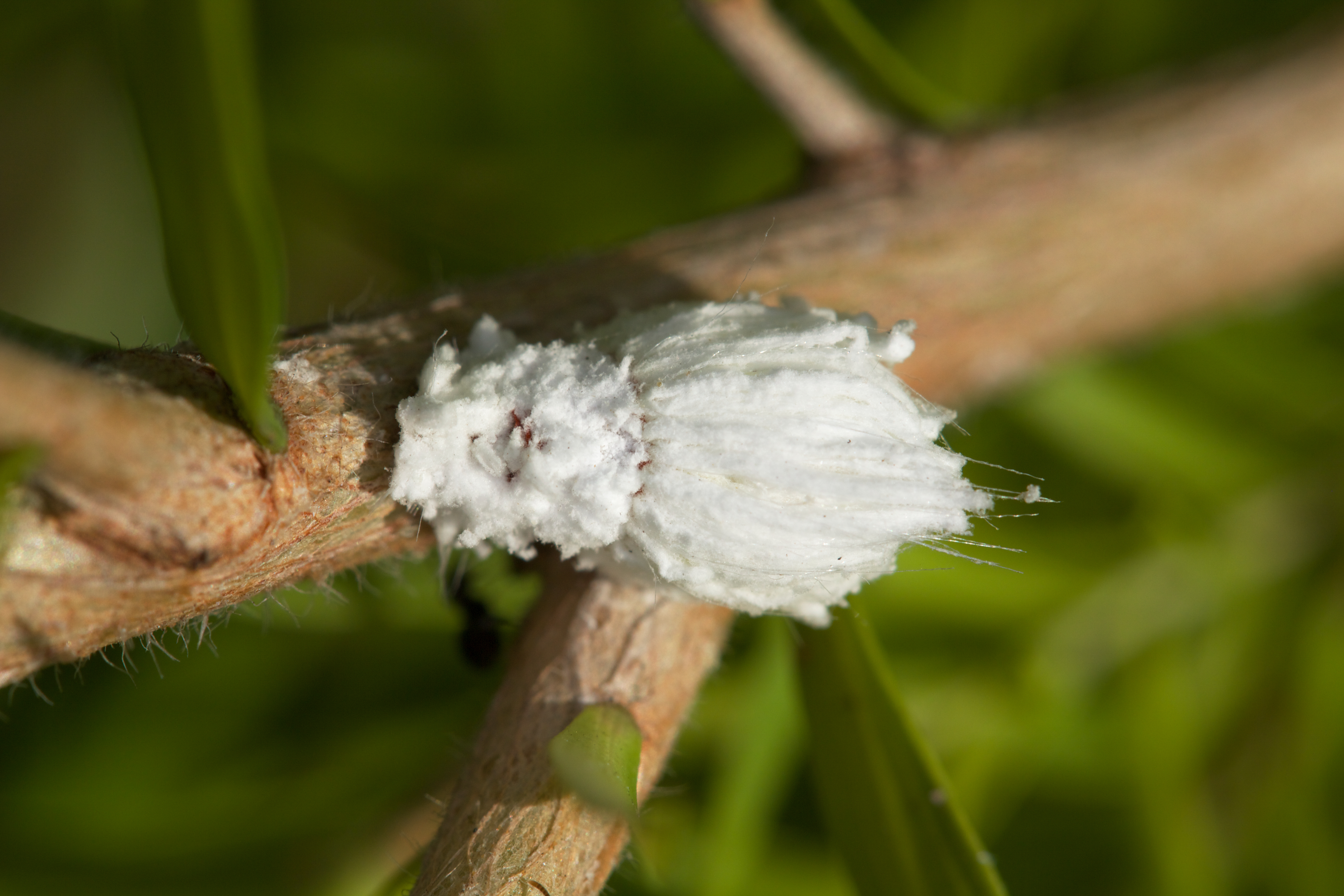
Ицерия с ватообразным бороздчатым яйцевым мешком

Большинство кокцид имеет 1—3 поколения в году. У червецов встречается партеногенез. В период яйцекладки самки откладывают яйца в яйцевой мешок либо под тело или щиток; самки семейств ложнощитовок, мучнистых и гигантских червецов выделяют ватообразный яйцевой мешок, иногда прикрывающий всё её тело или его значительную часть. Под щитом самки откладывается большое количество яиц.
Личинка I возраста (или бродяжка) очень мала, легко подхватывается и переносится ветром, имеет хорошо развитые ноги и усики, вначале подвижна, но быстро становится «оседлой», найдя подходящее место для присасывания к субстрату; присосавшись, она обычно становится неподвижной и в таком состоянии достигает взрослой фазы. Личинки начинают вылупливаться с июля и перекочёвывают на листья и молодые побеги.
Развитие самца и самки протекает по-разному. Самцам свойственно избыточное неполное превращение: их личинки имеют 4—5 возрастов, в двух последних у них имеются зачатки крыльев. Самка личинкообразна, её личиночная фаза имеет на два возраста меньше, чем у самца, лишена зачатков крыльев. Для кокцид характерна неотения.

## Распространение
Червецы встречаются прежде всего зимой и весной. Они любят селиться на разных комнатных растениях — как правило, на нижней стороне листьев, в особенности на листьевых жилках. Часто они появляются на пальмах, олеандре, фикусах, орхидеях. Также они предпочитают папоротники и твердолистные растения, такие как цитрусовые или лавр благородный. Так как взрослый червец, как правило, не меняет своего местонахождения, важную роль играет хорошая маскировка. Поэтому червецы по цвету нередко приспособлены к окружающей среде и прячутся на нижней стороне листьев. Наличие червецов становится заметным прежде всего по их липким выделениям, которые мелкими каплями капают вниз, а также по появлению муравьёв.

## Питание
Червецы питаются главным образом белка́ми, присутствующими в растительных соках. Содержащийся в растительных соках чистый сахар многие виды червецов выделяют в качестве липкой пади. Для того, чтобы червец при этом сам не заклеивался, капельки пади буквально выстреливаются из соответствующих желез.

## Систематика

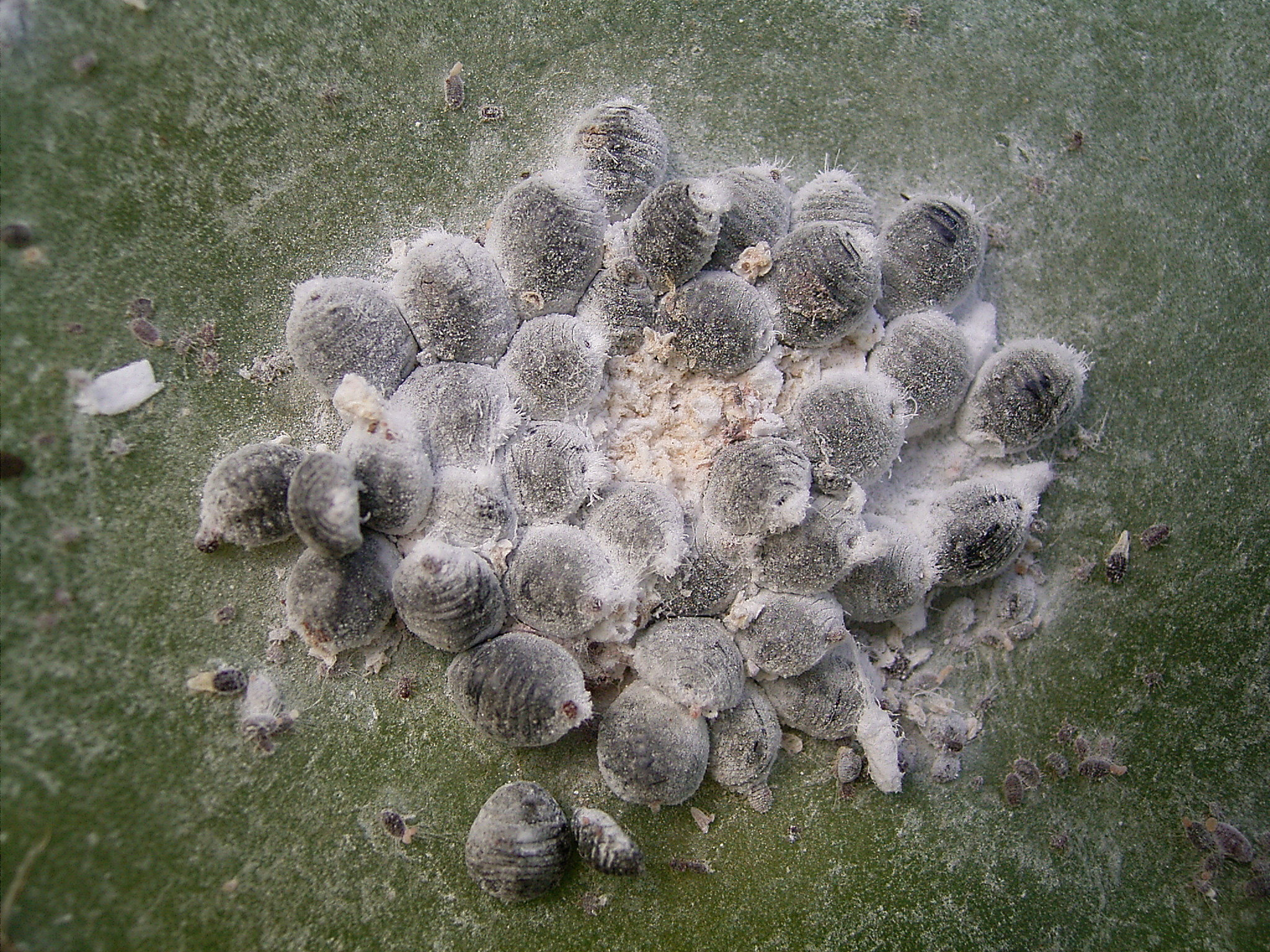
Мексиканская кошениль (Dactylopius coccus)

Включает от 32 до 49 семейств (более 10 ископаемых), 1056 родов и подродов (включая 470 монотипических родов), 7634 видов и подвидов. (Ben-Dov, 2006). Крупнейшие семейства: щитовки (Diaspididae) (2383 видов и подвидов, 371 род и подрод), мучнистые червецы (Pseudococcidae) (2194, 277), войлочники (Eriococcidae) (556, 68), маргародиды (Margarodidae) (439, 70).
В Европе червецы представлены несколькими семействами, в том числе:
- Щитовки (Diaspididae Targioni-Tozzetti, 1868)
- Парножелезистые червецы (Asterolecaniidae Cockerell, 1896)
- Пластинчатые червецы (Ortheziidae Amyot et Serville, 1843)
- Гигантские и карминоносные червецы (Margarodidae Cockerell, 1899) (маргародиды)
- Ложнощитовки (Coccidae Falln, 1814) (кокциды; ложнощитовки и подушечницы)
- Кермесы (Kermesidae Signoret, 1875)
- Мучнистые червецы (Pseudococcidae Cockerell, 1905) (ложноподушечницы)
- Войлочники (Eriococcidae Cockerell, 1899)
- Кошенили (Dactylopiidae)
- Аклердиды (Aclerdidae Cockerell, 1905)

## Червецы как вредители

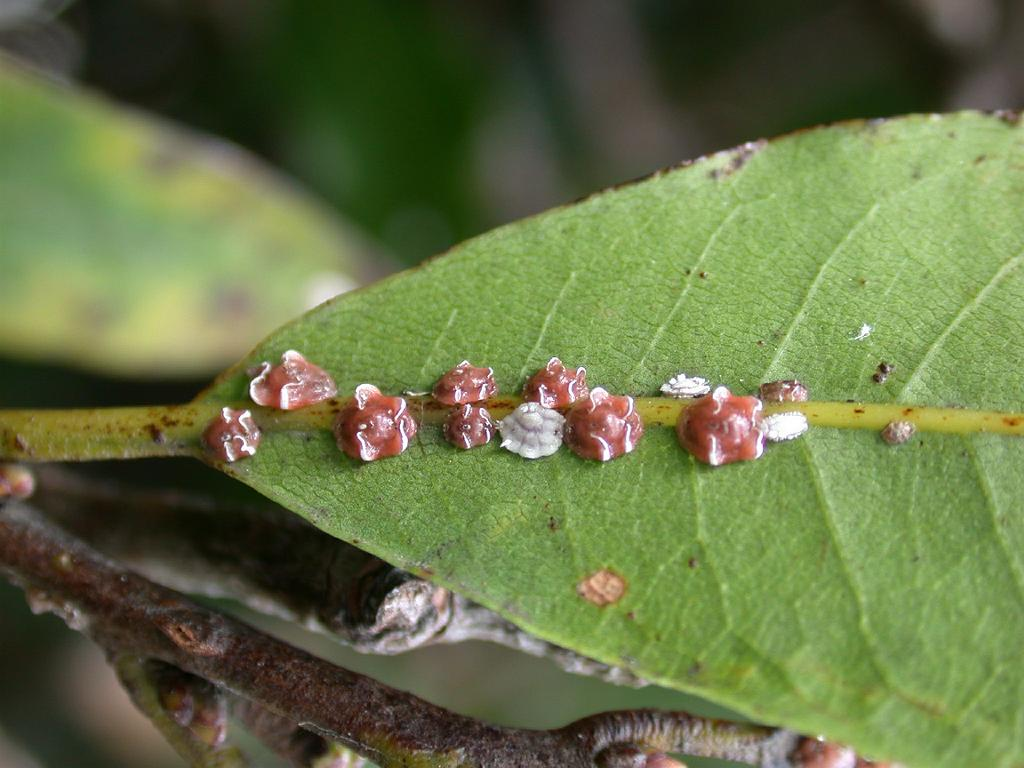
Рубиновая ложнощитовка (Ceroplastes rubens)

Некоторые виды червецов относятся к экономически наиболее серьёзным вредителям в сельском хозяйстве. К примеру, ананасовый мучнистый червец (Dysmicoccus brevipes) — основной вредитель ананасов, вид Asterolecanium coffeae — кофейных деревьев, а желобчатый австралийский червец (Icerya purchasi) — цитрусовых. Ивовая (Chionaspis salicis) и запятовидная (Lepidosaphes ulmi) щитовки наносят вред плодовым деревьям, ягодникам и парковым насаждениям и широко распространены в умеренной полосе; червец Комстока (Pseudococcus comstocki) распространён во многих странах и вредит шелковице и другим деревьям; в субтропиках и оранжереях обычен цитрусовый мучнистый червец (Pseudococcus gahani), вредящий многим культурам; на комнатных растениях, в оранжереях и субтропиках распространена мягкая ложнощитовка (Coccus hesperidum); небольшое семейство кермесов (Kermocoiccidae) строго специализировано и живёт лишь на дубах. Наряду с тлёй и белокрылками червецы являются наиболее частыми вредителями комнатных растений, отнимая у них важные для роста минеральные вещества. Выделенной падью некоторых видов кокцидов и появлением капнодиальных грибов (так называемой черни) замедляется фотосинтез. Щитовки к тому же вспрыскивают в растение ядовитые вещества, останавливающие его рост и вызывающие в крайних случаях даже гибель растения. Падь нередко является помехой для человека. В квартирах она клеится к полу, мебели, окнам, на улице — к стёклам автомобилей. В виноделии падь может негативно отражаться на вкусе вина.

### Причины появления червецов
Причиной появления червецов часто являются неблагоприятные условия, в которых находится растение. Иными словами, червецы — это всего лишь симптом. Червецы паразитируют на ослабленных и переудобрённых азотом растениях. Зимой многие комнатные растения получают недостаточно света или стоят в слишком отопленном помещении. Из-за этого меняется консистенция растительных соков, что поощряет быстрое размножение червецов.

### Профилактика и борьба с червецами
Чтобы избежать появления червецов, следует улучшить условия, в которых расположено растение, и поместить его в более светлое и прохладное место. Земля, в которой оно находится, должна быть рыхлее и пропускать больше воздуха. При немногочисленном наличии червецов достаточно удалить их с растения мокрой тряпкой или щёткой, обмыв его мыльным раствором. Эффективно также обмывание растения сильной струёй воды. Весной рекомендуется раздавливать самок. Помогают настойки из таких составляющих как луковая или картофельная кожура, листья ревеня, чеснок, крапива, пижма, полынь или водоросли. При более сильном поражении растения, а также если речь идёт о сельскохозяйственных культурах, могут применяться масляные пестициды. Против червецов можно также использовать их естественных врагов, специализированных на какой-то определённый вид. Против мучнистых червецов в парниках и зимних садах возможно применение австралийских божьих коровок. Другими естественными врагами червецов являются златоглазки, журчалки, ихневмониды, хищнецы, уховёртки, галлицы и паразитические хальциды. Перед их применением рекомендуется точно определить вид червецов-вредителей.

## Червецы как полезные насекомые

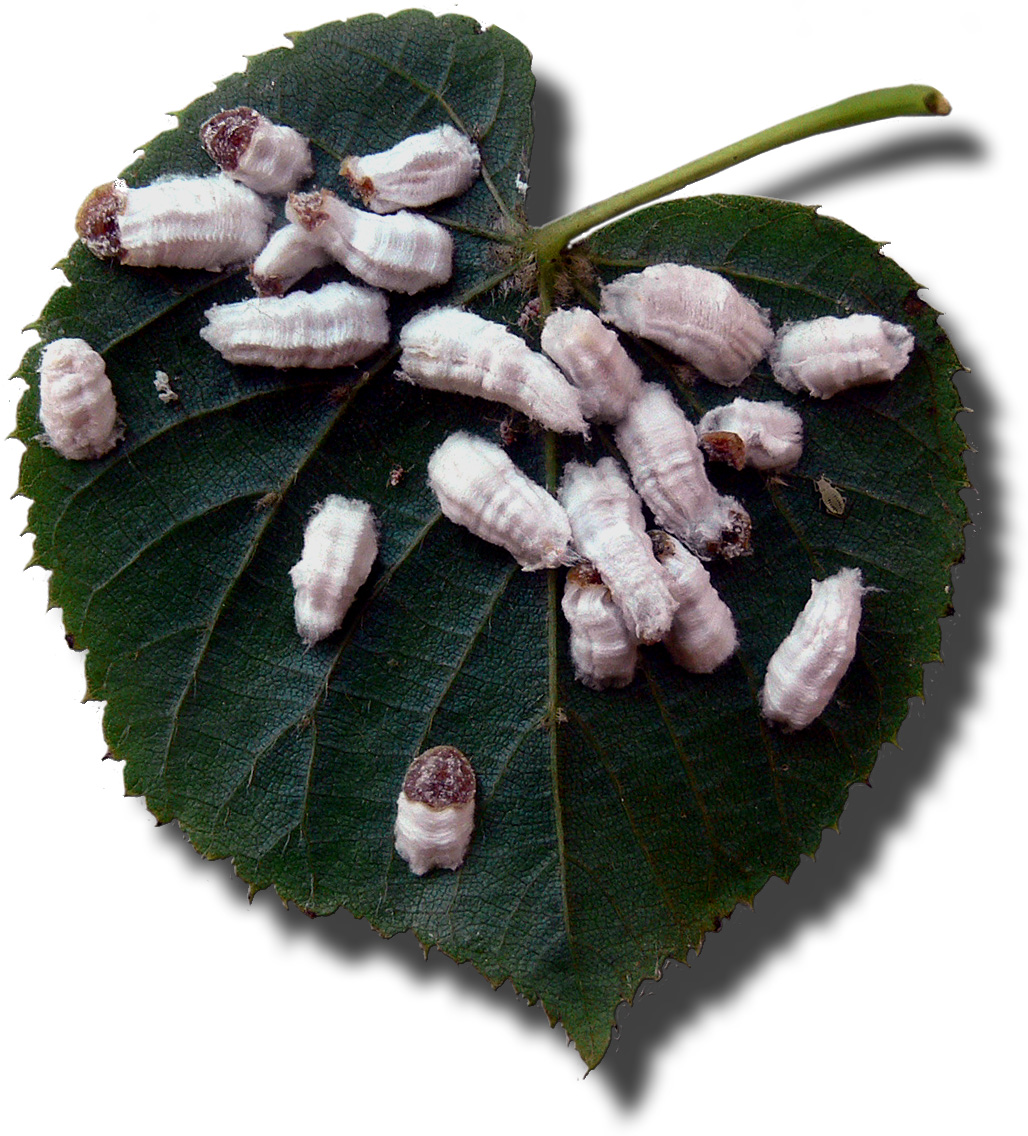
Кошенили на листе

Червецы приносят не только вред, но и являются полезными в различных отношениях. Частично они входят в симбиоз с другими животными и даже с человеком.

### Источник красителей
Ацтекам было известно производство из червецов ярко-красного красителя кармина, который в наше время используется в текстиле, продуктах питания и косметике. В Европе ещё с железного века использовались несколько видов кермесов (Kermes), прежде всего кермес средиземноморский (Kermes vermilio), дубовая кошениль, для добычи красителя кермеса ярко-карминного или алого цвета. Ещё один вид под именем польская кошениль (Porphyrophora polonica) использовался в Средневековье, в основном в Восточной Европе. В Латинской Америке кармин добывается из мексиканской кошенили (Dactylopius coccus). Пищевой краситель E120 кармин из этого вида содержится, к примеру, в напитке кампари.

### Использование для лаков

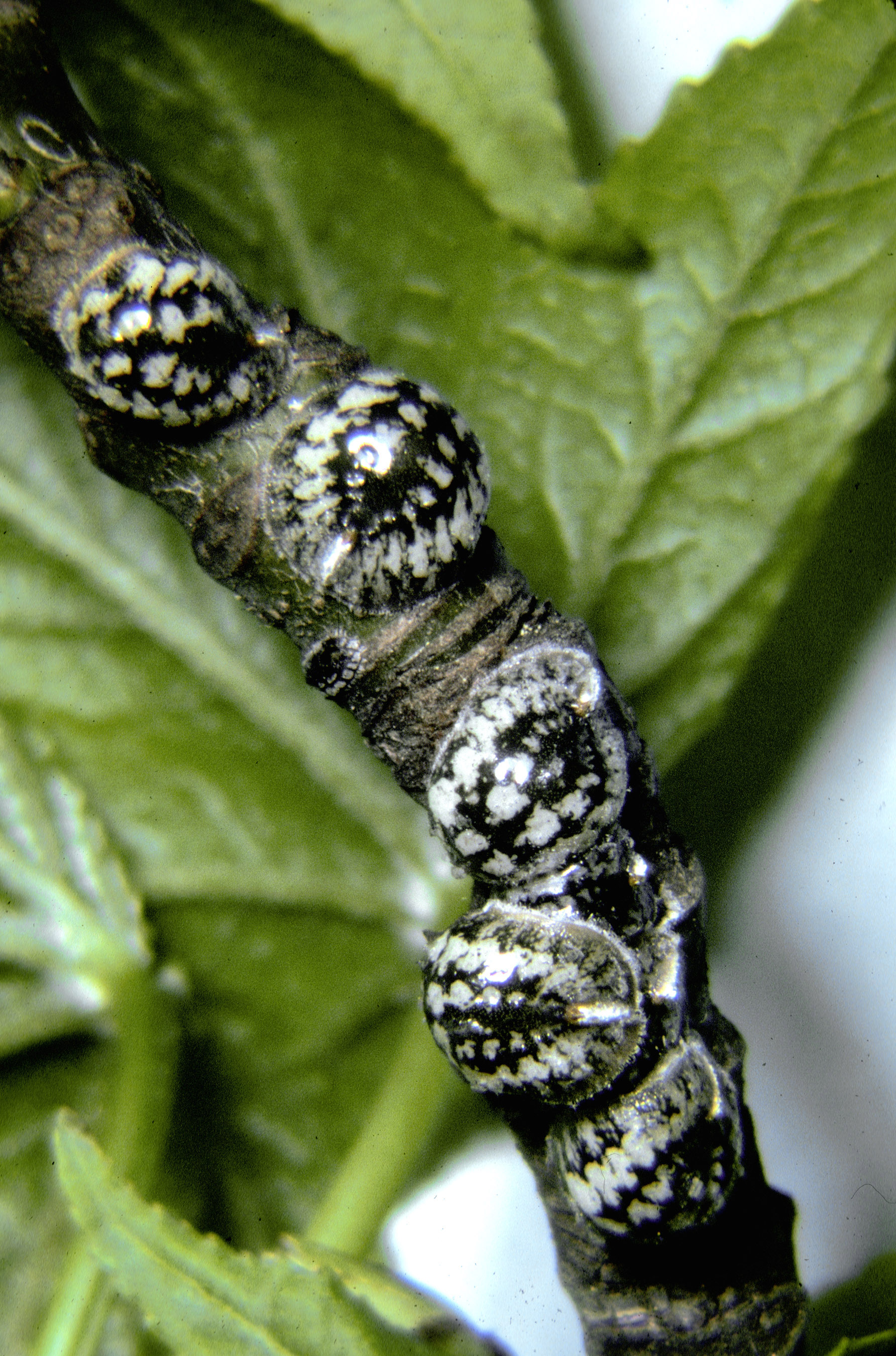
Ложнощитовка

Обитающий в Южной и Юго-Восточной Азии вид червецов Kerria lacca (семейства Kerriidae) является сырьём для шеллака, который в первой половине XX века использовался для изготовления пластинок, а сегодня — в лаках для волос. Также он используется при уходе за мебелью, при изготовлении мебели и музыкальных инструментов, особенно скрипок. В пищевой промышленности он под кодом E904 используется в оболочках шоколадных драже.

### Использование воска
Личинки самцов восковой ложнощитовки (Ceroplastes ceriferus) выделяют определённый сорт воска, который, в отличие от пчелиного, имеет более высокую температуру таяния (82 °C), почти не издаёт запахов и отлично подходит для изготовления свечей.

## Взаимодействие с другими животными

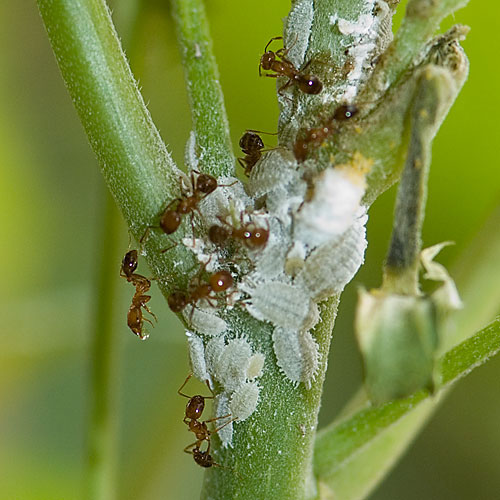
Колония мучнистых червецов (Pseudococcidae) и муравьи

Падь, выделяемая червецами, является очень лакомой пищей для муравьёв. Они буквально доят червецов, защищают их и содействуют при распространении молодых особей. Также падью лакомятся осы, которые одновременно опыляют растения, на которых любят селиться червецы. Пчёлы собирают падь и делают из неё особый падевый мёд. Сами червецы являются пищей различных видов птиц и насекомых. Некоторые виды червецов выработали защиту против естественных врагов, имея очень горький вкус, из-за чего враги их избегают.